# Hilarempis nigra
Hilarempis nigra är en tvåvingeart som beskrevs av Miller 1923. Hilarempis nigra ingår i släktet Hilarempis och familjen dansflugor. Inga underarter finns listade i Catalogue of Life.